# Coppa dei Campioni 1999-2000 (pallavolo femminile)
La Coppa dei Campioni di pallavolo femminile 1999-2000 è stata la 40ª edizione del massimo torneo pallavolistico europeo per squadre di club; iniziata con la fase ad eliminazione diretta a partire dal 2 ottobre 1999, si è conclusa con la final-four di Bursa, in Turchia, il 12 marzo 2000. Alla competizione hanno partecipato 27 squadre e la vittoria finale è andata per la terza volta, la seconda consecutiva, al Volley Bergamo.

## Squadre partecipanti
| - Bergamo - Slávia Bratislava - Rapid Bucarest - RC Cannes - Castêlo da Maia - Dresdner - Teuta - Uraločka - Herentals | - Holte - Eczacıbaşı - Klepp VBK - AEL Limassol - OK Lukavac - Mamer - Branik - Pollux - KFUM Örebro | - PTPS - Olymp Praha - Rijeka - Tre Penne - Levski Sofia - Tenerife - Jedinstvo Užice - Post Wien - Vrilīssiōn |

## Prima fase

### Squadre qualificate
- Teuta
- Mamer
- KFUM Örebro

## Seconda fase

### Squadre qualificate
- Slávia Bratislava
- Rapid Bucarest
- Uraločka
- Herentals
- Branik
- Pollux
- Olymp Praha
- Rijeka

## Fase a gironi

### Gironi
| Girone A                                                                           | Girone B                                                                   |
| ---------------------------------------------------------------------------------- | -------------------------------------------------------------------------- |
| Slávia Bratislava Herentals Eczacıbaşı Pollux PTPS Olymp Praha Tenerife Vrilīssiōn | Bergamo Rapid Bucarest RC Cannes Dresdner Uraločka Branik Rijeka Post Wien |

## Final-four
La final four si è disputata a Bursa ( Turchia). Le semifinali si sono disputate il 11 marzo, mentre la finale per 3º/4º posto e la finalissima si è giocata il 12 marzo.

### Finali 1º e 3º posto
|  | Semifinali | Semifinali | Semifinali |         |          | Finale             | Finale             | Finale             |  |
|  |            |            |            |         |          |                    |                    |                    |  |
|  | Eczacıbaşı | Eczacıbaşı | 0          |         |          |                    |                    |                    |  |
|  | Eczacıbaşı | Eczacıbaşı | 0          |         |          |                    |                    |                    |  |
|  | Uraločka   | Uraločka   | 3          |         |          |                    |                    |                    |  |
|  | Uraločka   | Uraločka   | 3          |         | Uraločka | Uraločka           | 1                  |                    |  |
|  |            |            |            |         | Uraločka | Uraločka           | 1                  |                    |  |
|  |            |            | Bergamo    | Bergamo | 3        |                    |                    |                    |  |
|  | PTPS       | PTPS       | Bergamo    | Bergamo | 3        | 0                  |                    |                    |  |
|  | PTPS       | PTPS       |            |         |          | 0                  |                    |                    |  |
|  | Bergamo    | Bergamo    | 3          |         |          | Finale 3º/4º posto | Finale 3º/4º posto | Finale 3º/4º posto |  |
|  | Bergamo    | Bergamo    | 3          |         |          |                    |                    |                    |  |
|  |            |            |            |         |          |                    |                    |                    |  |
|  |            |            |            |         |          | Eczacıbaşı         | Eczacıbaşı         | 3                  |  |
|  |            |            |            |         |          | Eczacıbaşı         | Eczacıbaşı         | 3                  |  |
|  |            |            |            |         |          | PTPS               | PTPS               | 1                  |  |